# García Sánchez II de Pamplona
García Sánchez II (m. c. 1000), apodado el Temblón, fue hijo de Sancho Garcés II Abarca y de la reina Urraca Fernández y rey de Nájera-Pamplona desde 994 hasta su muerte.

## Reinado
Heredó el trono al fallecer en 994 su padre, el rey Sancho Garcés II. Trató de sacudirse la sumisión que su padre había ofrecido a Córdoba, para lo cual, al poco de subir al trono, se enfrentó a Almanzor, pero en el año 996 se vio obligado a pedir la paz en Córdoba.
Hacia 997 en una expedición de pamploneses a tierras de Calatayud se dio muerte al hermano del gobernador. Almanzor vengó esta muerte cortando la cabeza de cincuenta cristianos. Además, al año siguiente tomó Pamplona y sometió a su rey.
En la batalla de Cervera, en julio del año 1000, se coligaron el conde Sancho García de Castilla, Alfonso V de León, García Gómez de Saldaña y García Sánchez II, aunque no consta que el rey pamplonés se encontrara en la batalla.
Falleció alrededor del año 1000, fecha de su última aparición en la documentación. Después de su muerte, hubo un interregno, gestionado por su primo hermano Sancho Ramírez de Viguera, hasta que en 1004 ocupó el trono el hijo primogénito de García Sánchez, Sancho Garcés III, entonces menor de edad.

## Matrimonio y descendencia
Contrajo matrimonio con Jimena Fernández, hija de Fernando Bermúdez, conde de Cea, naciendo de este matrimonio:
- Sancho Garcés III de Pamplona, nacido c. 990-92.
- Elvira Garcés, monja en el monasterio de Leyre.
- García Garcés
- Urraca Garcés, reina de León por su matrimonio con el rey Alfonso V.

| Predecesor: Sancho Garcés II | Rey de Nájera-Pamplona Conde de Aragón 994-1000 | Sucesor: Sancho Garcés III |